# 音位降階
音位降階（downstep）在語音學上是用以表示聲調語言中音節與字詞之間，其聲調裡的音位或語音「向下轉移」之特性。西非的語言上音位降階已是廣為人所知曉的，但是日语（一種非聲調、非重音的語言）之音調重音現象卻也和非洲語言裡的音位降階特性非常類似。音位降階是對比於一般比較少出現的音位升階之語音特徵。在國際音標裡，音位降階的符號是一個上標的向下指箭頭（ꜜ）。

## 降階機制
音位降階可以出現在有相同音位聲調的序列之間。

### 契維語
在加纳的契維語裡，當兩個中階的聲調出現在一塊時，第二個調子比起第一個調子來得低些。因此，"向下轉移"的特性在下降浮動與聲調台階的語音結構上扮演著很重要的角色。
音位降階可以發生在低聲調的語音省略之時，或者出現在一種浮動聲調的型態裡，且會隨後留下一個比起其它語音來是比較低位準的聲調。在班巴拉语裡有這樣一個例子。在這種語言裡，定冠詞是以一種浮動的低聲調型態來表現。而名詞是獨立出現，且連接上一個母音，在將一個高聲調轉成下降聲調時語義變化如例所示：[bá]（「河流」）對比於[bâ]（「這條河流」）。然而，當音位降階現象出現在兩個高聲調之間，它會降低接下來的聲調，語義變化如例所示：[bá tɛ́]（「它不是一條河流」）、[báꜜtɛ́]（「它不是所指的河流」）等。

### 日語
日語的音調重音也有類似降阶的表现。以读作(kaki) 的詞為例，不符加助词的情况如下： 
| 日文 |         |         |        |
| 音位 | /kaꜜki/ | /kakiꜜ/ | /kaki/ |
| 音值 | [kákì]  | [kàkí]  | [kàkí] |

然而，當後面接表示主語的格助詞(ga) 時，三個詞发音均不相同：
| 日文 |            |            |           |
| 音位 | /kaꜜki-ga/ | /kakiꜜ-ga/ | /kaki-ga/ |
| 音值 | [kákì-gà]  | [kàkí-gà]  | [kàkí-gá] |